# Falsk konsensus-effekt
Falsk konsensus-effekt är en typ av kognitiv bias där personer förmodar att samhället i stort delar deras åsikter. Effekten kan vara vanlig bland människor i subkulturer men kan även bli förhärskande i ett totalitärt samhälle där medborgarna undanhålls fakta. Effekten kan förstärkas med hjälp av propaganda där en viss ståndpunkt anses rätt.